# 富安俊助
富安 俊助（とみやす しゅんすけ、中尉、1922–1945）は、太平洋戦争末期に神風特別攻撃隊の一員として特攻した海軍将校である。

## 生涯
早稲田大学政治経済学部を卒業した教養人であり、知性と精神力を兼ね備えた青年であった。
長崎県に生まれ、幼少期を東京で過ごした。1942年に大学を卒業後、満州鉄道に就職するも、戦争の激化を前に志願し、1943年に飛行予備士官として海軍に入隊。筑波海軍航空隊にて短期間の訓練を受けた後、鹿屋基地に配属され、特攻隊・第6筑波隊の一員となった。

### 富安俊助の人柄
富安は、周囲の証言によれば「陽気で人なつっこく、音楽やスポーツを愛する」人物であったという。戦時下という過酷な環境のなかでも、仲間を和ませる性格で信頼されていた。遺書には、家族への深い愛情と「自分の分まで生きてほしい」という思いが込められており、彼が死を前にしてなお他者を思いやる人物であったことがうかがえる。
また、彼は操縦技術にも優れており、訓練期間が短い中でも頭角を現し、上官からも高く評価されていた。特攻にあたっては、自らの死を無駄にせず、確実に目標を撃破する覚悟を持って出撃に臨んだ。

#### 特攻の戦果の詳細４
1945年5月14日、富安中尉は第6筑波隊として、500kg爆弾を搭載した零式艦上戦闘機（零戦52型）で鹿屋基地を発進。この日は26機による大規模な特攻出撃であったが、ほとんどの機体が敵の防空網により撃墜される中、富安機だけが雲間を縫って超低空飛行を続け、米海軍の主力艦隊へ単独で接近することに成功した。
午前6時56分頃、彼の機体は米空母USSエンタープライズ（CV-6）を目標に急降下を開始。複数のF6Fヘルキャット戦闘機および高射砲の激しい迎撃を受けながらも回避を重ね、最後は背面飛行から180度旋回という高度な操縦を行い、空母の飛行甲板中央の昇降機部分に激突した。
その直後、搭載していた500kg爆弾が爆発。昇降機は破壊され、飛行甲板に大火災が発生した。これにより、エンタープライズでは13名が死亡、68名が重軽傷を負った。この被害により、米海軍屈指の主力空母エンタープライズは戦線離脱を余儀なくされ、太平洋戦争末期の米軍の作戦に大きな影響を及ぼした。
米軍側は、この特攻による損害を公式記録に残しており、富安の攻撃は数ある特攻の中でも極めて成功度の高いものの一つとして認識されている。富安の遺体は、他の破片とともにエンタープライズ乗員により海葬された。

#### 戦後の評価
2003年、米国の退役技師の協力により、富安機の残骸の一部が日本に返還され、茨城県友部町で展示された。この返還は、元敵国同士の間に生まれた尊敬と和解の象徴として注目を集めた。
また、富安俊助は、映画および小説『永遠の0』の主人公・宮部久蔵のモデルの一人とされており、卓越した操縦技術と、人間としての誠実さ、死を前にしても冷静さを失わなかった精神性に多くの人が共感を寄せている。